# Trigonopterus arcanus
Trigonopterus arcanus – gatunek chrząszcza z rodziny ryjkowcowatych i podrodziny krytoryjków.

## Taksonomia
Gatunek ten opisany został po raz pierwszy w 2021 roku przez Radena P. Narakusumo i Alexandra Riedela na łamach „ZooKeys”. Jako miejsce typowe wskazano górę Dako w kabupatenie Tolitoli w indonezyjskiej prowincji Celebes Środkowy. Epitet gatunkowy oznacza po łacinie „ukryty” i odnosi się do podobieństwa T. arcanus do T. ovatulus i T. pseudovatulus.

## Morfologia
Chrząszcz o ciele długości od 2,1 do 2,8 mm, wysklepionym, w zarysie prawie jajowatym ze słabym przewężeniem między przedpleczem a pokrywami, ubarwionym czarno z rdzawymi czułkami. Ryjek samca zaopatrzony jest w listewkę środkową i parę listewek przyśrodkowych, samicy zaś jest z wierzchu wypłaszczony. Epistom jest u szczytu słabo widoczny. Powierzchnia przedplecza z wyjątkiem linii środkowej jest gęsto i grubo punktowana. Pokrywy mają rzędy z małymi punktami oraz bardzo skąpo punktowane międzyrzędy. Wszystkie odnóża mają uda pozbawione ząbków, zaopatrzone w lekko karbowane listewki przednio-brzuszne. Tylna para ma na udach rozległą przedwierzchołkową łatkę strydulacyjną. Goleń tylnej pary ma lekko ząbkowaną krawędź grzbietową. Genitalia samca mają prącie o prawie równoległych bokach, skąpym oszczecinieniu i niesymetrycznym z prawie kanciastą wypustką pośrodku wierzchołku, skomplikowanej budowy, niesymetryczny aparat przenoszący z niemal okrągłą kapsułą oraz przewód wytryskowy bez bulbusa.

## Ekologia i występowanie
Ryjkowiec ten zasiedla górskie lasy. Spotykany jest na rzędnych od 830 do 1400 m n.p.m. Bytuje na roślinności.
Owad orientalny, endemiczny dla Celebesu, znany tylko z lokalizacji typowej w prowincji Celebes Środkowy.